# Велики Зимбабве
Велики Зимбабве је име дато рушевинама древног града на Југу Афике које се налазе у данашњем Зимбабвеу. Град је био центар империје познате као Мунхумутапа Империја (такође се користи име Мономатапа Империја) које се простирала на територијама данашњих држава Зимбабвеа и Мозамбика. Налази се 27 km југоисточно од Машвинга. Име је изведено од Шона речи dzimba dza mabwe и значи „куће од камена“. Градња града је почела у 9. веку и наставила се све док није напуштена у 15. веку. Верује се да је грађевине подигли преци Шона. Камени град се простире на површини од 7,22 square kilometres (2,79 square miles) у којој је на врхунцу могло да живи до 18.000 људи, што даје густину насељености од приближно 2.500 по квадратном километру. Унеско је признао ову локацију као светску баштину.
Становници Великог Зимбабвеа поштовали су душе преминулих предака, и њима у част су на обредима приносили месо телади у посудама које су постављали на посвећена места на комплексу брежуљка. Археолошки налази указују да је Зимбабве такође имао трговачке везе са средњовековном Кином и Арабијом. Радиокарбонско датирање најстарије артефакте смешта на почетак 13. века. Из данданас непознатих разлога је напуштен 1450. године. Први Европљани који су видели рушевине били су португалски истраживачи на почетку 16. века. Неколико британских експедиција је предузето половицом 19. века када се сматрало да су Зимбабве саградили Феничани или Арапи, односно да је представљао реплику двора Краљице од Сабе. Прва организована ископавања су започела 1905. године, након чега је прихваћен став како су Велики Зимбабве саградили локални Банту народи. Тај је став службено цензурисала расистичка родезијска власт до 1980. године.
Најраније познато писано помињање рушевина Великог Зимбабвеа било је 1531. године од стране Висентеа Пегада, капетана португалског гарнизона Софала, на обали данашњег Мозамбика, који га је забележио као Symbaoe. Прве потврђене посете Европљана биле су у касном 19. веку, а истраживања овог локалитета су почела 1871. године. Касније су студије споменика биле контроверзне у археолошком свету, уз политички притисак који је влада Родезије вршила на археологе да негирају његову изградњу од стране домородаца Африке. Велики Зимбабве је од тада усвојен као национални споменик од стране владе Зимбабвеа, и модерна независна држава је добила име по њему. Реч велики разликује ово место од многих стотина малих рушевина, сада познатих као „зимбабве“, раширених широм Зимбабвеа. Постоји 200 таквих локација у јужној Африци, као што су Бумбуси у Зимбабвеу и Манјикени у Мозамбику, са монументалним зидовима без малтера; Велики Зимбабве је највећи од њих.

## Name
Зимбабве је шонско име за рушевине, које је први пут забележио 1531. године Висенте Пегадо, капетан португалског гарнизона Софала. Пегадо је приметио да „Домороци ове земље зову ова здања Symbaoe, што на њиховом језику значи 'двор'”.
Име садржи dzimba, шонски израз за „куће”. Постоје две теорије о етимологији имена. Први предлаже да је реч изведена из Dzimba-dza-mabwe, што је преведено са каланшког дијалекта на шонски као „велике куће од камена” (dzimba = множина од imba, „кућа”; mabwe = множина од bwe, „камен”). Друга сугерише да је Зимбабве скраћени облик dzimba-hwe, што значи „поштоване куће” на зезурском дијалекту Шона, што се обично примењује на куће или гробове поглавица.

## Опис

### Насеље
Већина научника верује да су га изградили припадници културе Гокомере, који су били преци модерних Шона у Зимбабвеу.
Област Великог Зимбабвеа била је насељена у 4. веку нове ере. Између 4. и 7. века, заједнице култура Гокомере или Зива узгале су усеве долини, копале и обрађивале гвожђе, али нису градиле камене грађевине. Ово су најранија насеља из гвозденог доба на овом подручју идентификована археолошким ископавањима.

### Изградња и раст
Градња камених грађевина почела је у 11. веку и трајала преко 300 година. Рушевине у Великом Зимбабвеу су неке од најстаријих и највећих грађевина које се налазе у јужној Африци, и друге су најстарије после оближњег Мапунгубвеа у Јужној Африци. Њихово најстрашније здање, које се обично назива Велико ограђено окружење, има зидове високе и до 11 m (36 ft) који се протежу око 250 m (820 ft). Дејвид Бич верује да су град и његова предложена држава, Краљевина Зимбабве, доживели процват од 1200. до 1500. године, иако је нешто ранији датум њеnовог нестанка имплициран описом пренетим почетком 1500-их Жоаоу де Баросу. Њихов раст је повезан са падом Мапунгубвеа од око 1300. године, услед климатских промена или веће доступности злата у залеђу Великог Зимбабвеа.
Традиционалне процене су да је Велики Зимбабве на свом врхунцу имао чак 18.000 становника. Међутим, новије истраживање је закључило да популација вероватно никада није прелазила 10.000. Рушевине које су преживеле изграђене су у потпуности од камена; простиру се на 730 ha (1.800 acres).

### Карактеристике рушевина
Године 1531, Висенте Пегадо, капетан португалског гарнизона Софала, овако је описао Зимбабве:
Међу рудницима злата унутрашњих равница између река Лимпопо и Замбези налази се тврђава саграђена од камена чудесне величине, а чини се да нема малтера којиим се спајају ... Ово здање је скоро окружено брдима, на којима се налазе друга слична у облику камена и уз одсуство малтера, а једна од њих је кула висока више од 22 метра. Урођеници ове земље зову ова здања Симбаое, што по њиховом језику означава двор.— Висенте Пегадо
Рушевине чине три различите архитектонске групе. Познати су као комплекс брда, комплекс долине и велики ограђени простор. Комплекс Брда је најстарији, а био је заузет од 9. до 13. века. Велика ограда је била заузета од 13. до 15. века, а комплекс долине од 14. до 16. века. Значајне карактеристике комплекса брда укључују источно ограђено окружење, у којем се сматра да су стајале птице Зимбабвеа, висок балкон који гледа на источни ограђени простор, и огромна стену у облику сличном оном код птица Зимбабвеа. Велико ограђено окружење се састоји од унутрашњег зида који окружује низ структура и млађег спољашњег зида. Конусна кула, пречника 5,5 m (18 ft) и висине 9 m (30 ft), изграђена је између два зида. Комплекс долине је подељен на рушевине Горње и Доње долине, са различитим периодима окупације.
Постоје различита археолошка тумачења ових група. Претпоставља се да комплекси представљају дело узастопних краљева: неки од нових владара су основали нову резиденцију. Фокус моћи се померио са комплекса брда у 12. веку, у Велико ограђење, Горњу долину и коначно у Доњу долину почетком 16. века. Алтернативно „структуралистичко“ тумачење сматра да су различити комплекси имали различите функције: комплекс брда као храм, комплекс долине је био за грађане, а Велики ограђени простор користио је краљ. Структуре које су биле разрађеније вероватно су грађене за краљеве, иако се тврди да датирање налаза у комплексима не подржава ову интерпретацију.